# KBS 제1라디오 아침종합뉴스
KBS 제1라디오 아침종합뉴스는 KBS 제1라디오에서 매일 아침 7시에 방송되었던 라디오 뉴스 프로그램이다.

## 앵커
- 장웅 아나운서 (남)

## 지역 방송국 프로그램
| 방송국                  | 프로그램 타이틀                           | 주중 진행자 | 주말 진행자 |
| ----------------------- | ----------------------------------------- | ----------- | ----------- |
| KBS춘천 KBS원주 KBS강릉 | KBS 제1라디오 아침종합뉴스 강원           | 박서정      | 본사수중계  |
| KBS전주                 | KBS 제1라디오 아침종합뉴스 전북권         | 함윤호      | 무작위      |
| KBS광주 KBS목포 KBS순천 | KBS 제1라디오 아침종합뉴스 광주·전남      | 김한별      | 무작위      |
| KBS청주 KBS충주         | KBS 제1라디오 아침종합뉴스 충북           | 양문석      | 무작위      |
| KBS대구 KBS안동 KBS포항 | KBS 제1라디오 아침종합뉴스 대구·경북      | 진유현      | 무작위      |
| KBS제주                 | KBS 제1라디오 아침종합뉴스 제주           | 이영재      | 무작위      |
| KBS울산                 | KBS 제1라디오 아침종합뉴스 울산           | 오보람      | 부산수중계  |
| KBS부산                 | KBS 제1라디오 아침종합뉴스 부산           | 차재환      | 무작위      |
| KBS창원 KBS진주         | KBS 제1라디오 아침종합뉴스 경남           | 이아롬      | 무작위      |
| KBS대전                 | KBS 제1라디오 아침종합뉴스 대전·세종·충남 | 박명원      | 무작위      |

## 동시 시간대 뉴스 프로그램
- KBS 제2라디오 아침종합뉴스 (KBS 해피FM)
- MBC 뉴스의 광장 (MBC 표준FM)
- 임미현의 아침뉴스 (CBS 표준FM)

| KBS 1라디오 평일 프로그램     |                            |                               |
| 이전                          | KBS 제1라디오 아침종합뉴스 | 다음                          |
| 바른말 고운말                 | KBS 제1라디오 아침종합뉴스 | 안녕하십니까 윤준호입니다 2부 |
| 오전 6시 56분 ~ 오전 6시 58분 | 오전 7시 ~ 오전 7시 15분   | 오전 7시 15분 ~ 오전 7시 55분 |
|                               |                            |                               |

| KBS 1라디오 토요일 프로그램   |                            |                               |
| 이전                          | KBS 제1라디오 아침종합뉴스 | 다음                          |
| 바른말 고운말                 | KBS 제1라디오 아침종합뉴스 | 생방송 토요일 아침입니다 2부  |
| 오전 6시 56분 ~ 오전 6시 58분 | 오전 7시 ~ 오전 7시 15분   | 오전 7시 15분 ~ 오전 7시 58분 |
|                               |                            |                               |

| KBS대구 1라디오 평일 프로그램 |                                                           |                               |
| 이전                          | KBS 제1라디오 아침종합뉴스 KBS대구 제1라디오 아침종합뉴스 | 다음                          |
| 바른말 고운말                 | KBS 제1라디오 아침종합뉴스 KBS대구 제1라디오 아침종합뉴스 | 안녕하십니까 윤준호입니다 2부 |
| 오전 6시 56분 ~ 오전 6시 58분 | 오전 7시 ~ 오전 7시 15분                                  | 오전 7시 15분 ~ 오전 7시 55분 |
|                               |                                                           |                               |

| KBS대구 1라디오 토요일 프로그램 |                                                           |                               |
| 이전                            | KBS 제1라디오 아침종합뉴스 KBS대구 제1라디오 아침종합뉴스 | 다음                          |
| 바른말 고운말                   | KBS 제1라디오 아침종합뉴스 KBS대구 제1라디오 아침종합뉴스 | 생방송 토요일 아침입니다 2부  |
| 오전 6시 56분 ~ 오전 6시 58분   | 오전 7시 ~ 오전 7시 15분                                  | 오전 7시 15분 ~ 오전 7시 58분 |
|                                 |                                                           |                               |